# Habenaria dinklagei
Habenaria dinklagei är en orkidéart som beskrevs av Friedrich Fritz Wilhelm Ludwig Kraenzlin. Habenaria dinklagei ingår i släktet Habenaria och familjen orkidéer. Inga underarter finns listade i Catalogue of Life.